# Bitwa pod Oudenaarde

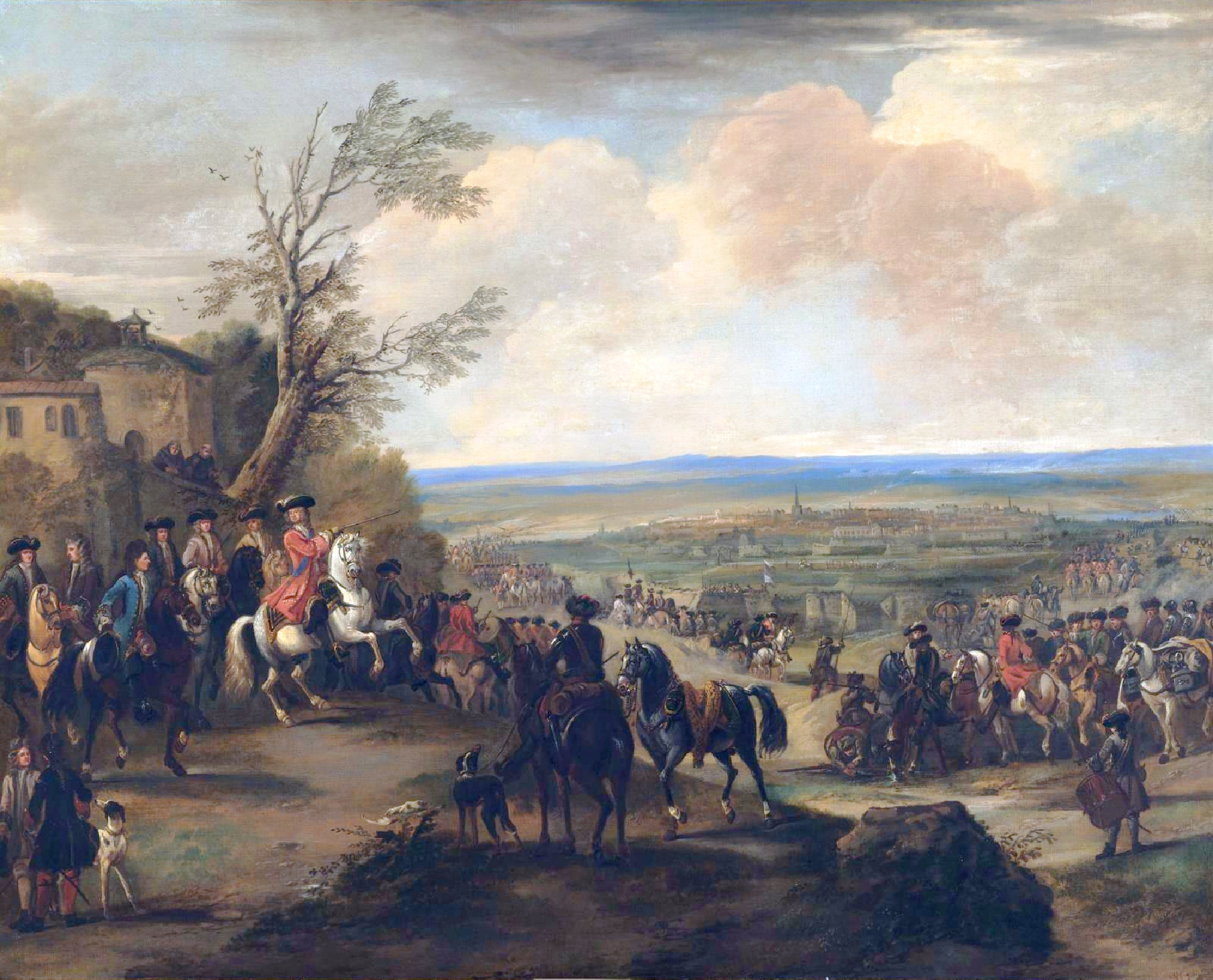
Oddziały angielskie i ich wódz (konno, z lewej) pod widocznym w tle miastem Oudenaarde (mal. J. Wootton)

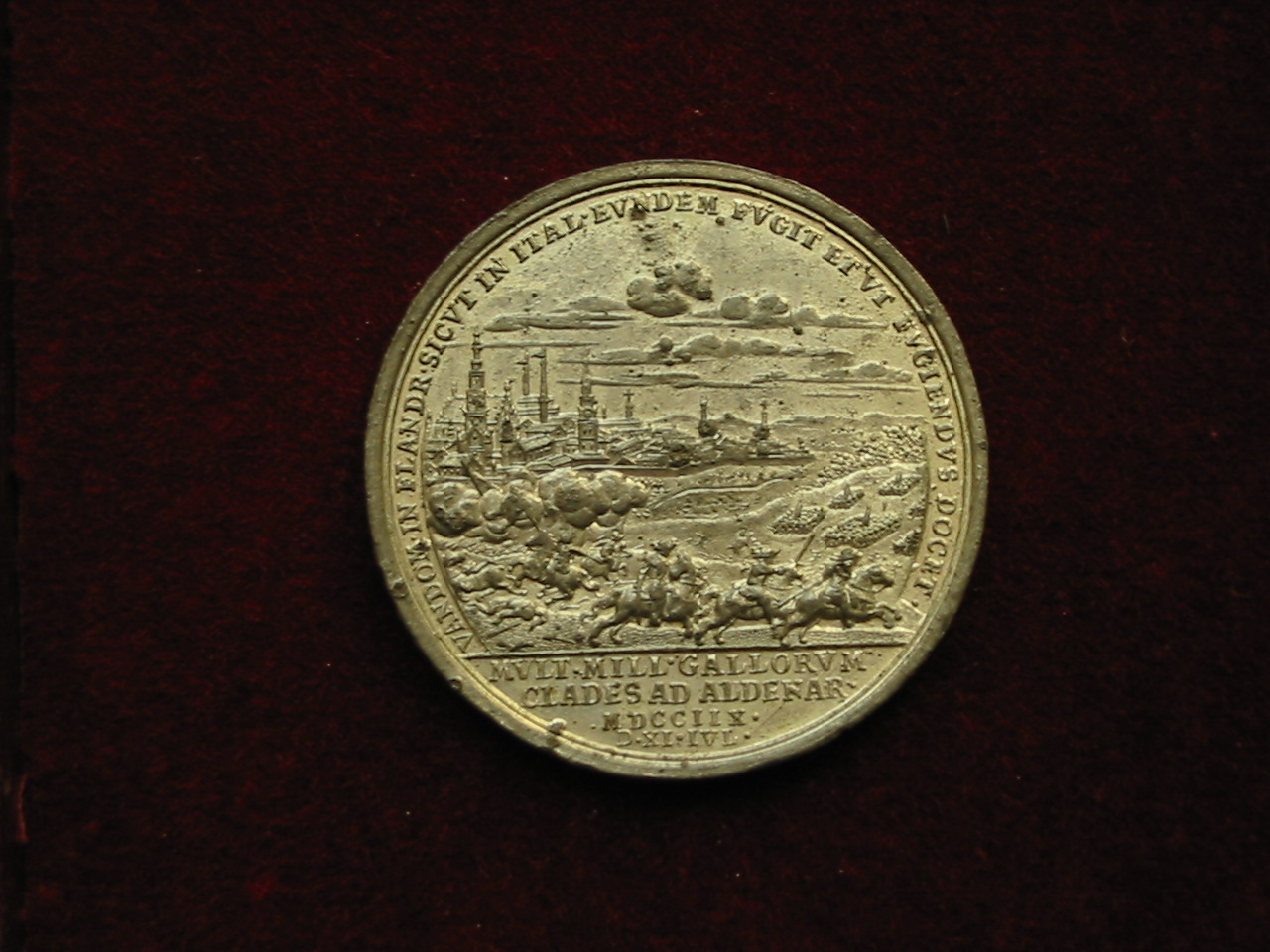
Medal pamiątkowy sojuszniczego zwycięstwa

Bitwa pod Oudenaarde – starcie zbrojne, które miało miejsce 11 lipca 1708 we Flandrii w trakcie wojny o sukcesję hiszpańską (1701–1714).

## Wprowadzenie
Naczelne dowództwo wojsk sprzymierzonych na tym teatrze działań wojennych należało wciąż do księcia Marlborough, zastępcą jego był książę Eugeniusz Sabaudzki. Natomiast po stronie francuskiej dowodzenie było niesprecyzowane i niezgodne – podzielone pomiędzy doświadczonego księcia de Vendôme i młodego, nieudolnego księcia Ludwika Burgundzkiego, zawdzięczającego swe stanowisko głównie temu, że był wnukiem Ludwika XIV. 

### Siły przeciwników w operacji
Armia ks. Marlborough, w skład której wchodziły wojska brytyjskie, hanowerskie, holenderskie, heskie i pruskie, liczyła 90 000 żołnierzy zgrupowanych w 112 batalionach piechoty i 197 szwadronach jazdy, ze 113 armatami. Rozlokowana była niedaleko na południe od Brukseli, natomiast cesarskie siły ks. Eugeniusza zgromadziły się pod Koblencją. Armię francuską w liczbie 100 tysięcy (130 batalionów i 216 szwadronów oraz 120 armat) skoncentrowano w pobliżu Mons. W dowództwie francuskim od początku panował konflikt; m.in. Vendôme zamierzał najpierw opanować miasto Huy nad Mozą, co skłoniłoby ks. Marlborough do opuszczenia dotychczasowych pozycji i zmusiło do podjęcia działań z niedostatecznymi siłami. Ostatecznie jednak zgodnie z dyspozycją Ludwika XIV wyruszono na Flandrię. Posuwając się w kierunku wschodnim armia francuska osiągnęła Braine-l'Alleud, oddalone od Brukseli o ok. 25 km; zagroziła również Lowanium. Dla ochrony tych punktów Marlborough rozmieścił swe siły o kilka kilometrów na południe od Lowanium.

### Działania poprzedzające

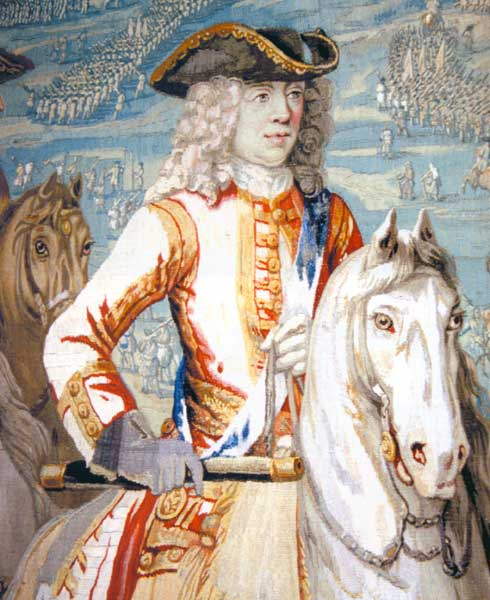
Ks. Marlborough pod Oudenaarde (fragment brukselskiego gobelinu okolicznościowego)

Wojska francuskie zachowały bezczynność przez ponad miesiąc, co sprzymierzonym pozwoliło na ściągnięcie znad Renu znacznie oddalonych sił Eugeniusza Sabaudzkiego. Ostatecznie 5 lipca Francuzi niespodziewanie wyruszyli na zachód, zajmując po drodze Brugię i z łatwością zdobywając Gandawę (gdzie opór stawiło ok. 300 żołnierzy brytyjskich). Ten nagły ruch zaskoczył wodza angielskiego, którego siły znajdowały się pod Assche (na płd. wschód od Gandawy), i oczekującego tam wsparcia ze strony wojsk cesarskich. Armia francuska panowała na całej długości Skaldy: od granicy francuskiej po właśnie opanowaną Gandawę, zamierzając udaremnić sprzymierzonym przeprawę i odbicie Gandawy. W rękach angielskich jednak pozostawała wciąż jeszcze twierdza Oudenaarde, mająca w całej operacji flandryjskiej nader istotne znaczenie, gdyż jej zdobycie groziłoby armii Marlborougha odcięciem od wybrzeża i utratą łączności z Anglią.
Angielski dowódca pojmował to zagrożenie, jak również przewidział posuwanie się armii francuskiej wschodnim brzegiem Skaldy w dół rzeki. 8 lipca Francuzi skierowali się na Lessines. Wówczas zmuszając wojsko do niezwykle forsownego marszu, Marlborough uprzedził ich i strażą przednią opanował tę miejscowość w nocy 9/10 lipca. Dla Francuzów oznaczało to, iż musieli teraz przeprawić się przez Skaldę na północ od Oudenaarde. Sparaliżowanie dotychczasowego zamiaru wywołało kolejny spór w dowództwie francuskim: ks. Burgundzki chciał przezornie wycofać się w kierunku na Menin, Vendôme natomiast nalegał, by zaatakować przekraczających Skaldę Anglików, rozumiejąc też, że w tej sytuacji walna bitwa jest nie do uniknięcia. 

## Bitwa

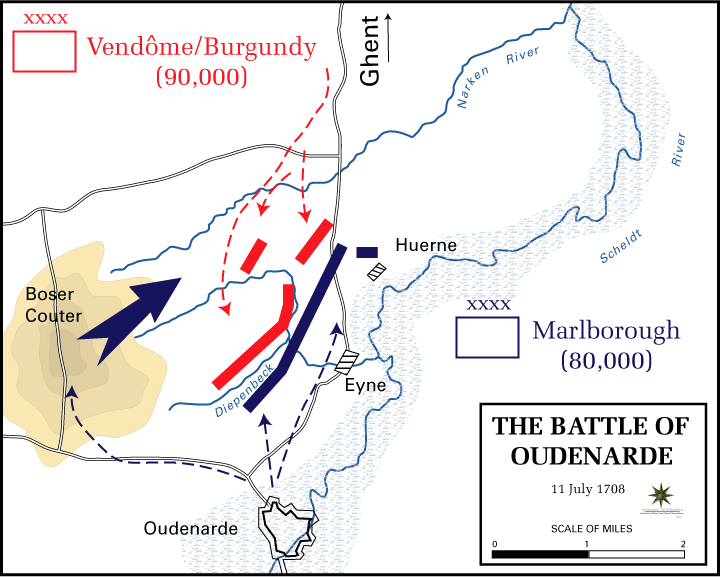
Ogólny schemat bitwy pod Oudenaarde

Tymczasem podnosząc znów swe wojska do marszu, Marlborough zlecił generałowi Cadoganowi strzeżenie głównej przeprawy przez rzekę, wydzielając w tym celu 11 000 ludzi. Siła ta miała powstrzymać przeprawę Francuzów dopóki Marlborough nie przerzuci reszty swej armii na 5 mostach pontonowych dodatkowo zbudowanych na zajętym przyczółku. 
Na rozkaz dowodzącego kawalerią Williama Cadogana, dragoni generała Rantzau otrzymali zadanie zdobycia informacji od jeńców schwytanych z oddziałów awangardy francuskiej. Wielu z nich jednak zbiegło i zdołało powiadomić dowodzącego awangardą księcia de Biron o obecności wojsk sprzymierzonych na zachodnim brzegu Skaldy (Francuzi świadomi byli tego już ok. godz. 9:00). Posuwającego się naprzód zaskoczyła znaczna liczba przeprawiającej się kawalerii, jak również nadciągającej piechoty. Otrzymawszy od Vendôme'a rozkaz niezwłocznego ataku, de Biron zawahał się na widok uszykowanej linii 20 batalionów (wraz z czterema zabezpieczającymi mosty pontonowe). Dysponując jedynie 7 batalionami najemnych Szwajcarów i 20 szwadronami jazdy, nie zdecydował się na atak w przekonaniu, że jego kawaleria nie poradzi sobie na przeważającym tam podmokłym terenie; tym bardziej musiał zrezygnować z podjęcia próby przeprawy. Francuzi stracili niepowtarzalną szansę odcięcia aliantów od mostów. W tym czasie Eugeniusz Sabaudzki przeprawił się przez rzekę z 20 szwadronami pruskiej kawalerii i zajął kluczowe pozycje.
Podczas gdy oddziały de Birona wciąż manewrowały w miejscu, nadciągnęła brytyjska brygada piechoty gen. Johna Campbella, zaś Cadogan za przyzwoleniem Marlborougha uderzył (głównie jazdą) na 7 szwajcarskich batalionów de Birona, które odcięte prędko wyparto, a następnie wybito też jego szwadrony jazdy, nim zdążyły połączyć się z główną masą kawalerii francuskiej. W tym czasie Francuzi rozwinęli swe siły na południe od drogi pomiędzy Menin a Gavre i wzgórz Huysse, szykując się do walnego starcia. 
Kolejny brzemienny błąd popełnił książę Burgundzki, który w godzinach popołudniowych mimo sprzeciwu Vendôme'a nakazał centrum sił francuskich natarcie na środkowe pozycje sprzymierzonych w pobliżu Eyne, podczas gdy lewe skrzydło (z nieznanego powodu) miało pozostać koło Huerne. Tymczasem lewe skrzydło sprzymierzonych zajęło bardzo mocną pozycję, a prawą flankę piechoty Cadogana osłaniało już 28 szwadronów jazdy. O godz. 16:00 na prawe skrzydło sprzymierzonych od strony Huerne ruszyło natarcie księcia Burgundzkiego, które najpierw musiało uporać się ze szwadronami pruskiej kawalerii von Natzmera i mimo zaciętej walki załamało się, zaś oddziały francuskie poszły w rozsypkę. Wobec tego Vendôme podjął kontrowersyjną decyzję, osobiście prowadząc atak 12 regimentów walczących wręcz tzw. półpikami. W ten sposób, podczas gdy jeden z dowódców (książę Burgundzki) na swym stanowisku dowodzenia nie obejmował całości pola bitwy, drugi walczył osobiście, pozbawiając się możliwości sprawnego i odpowiedzialnego nią kierowania.
Większość historyków zgodnych jest co do tego, że osłabiona prawa flanka sprzymierzonych zostałaby unicestwiona, gdyby wówczas ruszyło na nią lewe skrzydło Francuzów. Kiedy Vendôme uświadomił sobie taką możliwość, zwrócił się do księcia Burgundzkiego o dokonanie natarcia lewym skrzydłem, ten jednak wysłał przez posłańca odpowiedź odmowną (jakkolwiek goniec z tą wiadomością nie dotarł). Sytuacja Francuzów pogarszała się, skoro Vendôme wciąż ufał, że takie natarcie wesprze jego ciężko zmagające się oddziały, których front zresztą rozciągał się, grożąc otoczeniem lewego skrzydła sprzymierzonych. Wraz z pojawieniem się regimentów Campbella rozciągnięciu uległa także linia wojsk sprzymierzonych, nie na tyle jednak szybko, by całkowicie usunąć to zagrożenie.

### Manewr oskrzydlający
W tej sytuacji Marlborough przeniósł swe stanowisko dowodzenia na lewe skrzydło, przekazując Eugeniuszowi Sabaudzkiemu prawe, skutecznie powstrzymujące dotąd napór nieprzyjaciela. Sam natomiast podjął niezwykle trafną decyzję, rozmieszczając na lewym 18 nowo przybyłych batalionów heskich i hanowerskich, które zluzowały 20 znużonych bojem pruskich batalionów gen. von Lottuma, przerzuconych teraz na prawą flankę dla wzmocnienia wojsk Eugeniusza Sabaudzkiego.

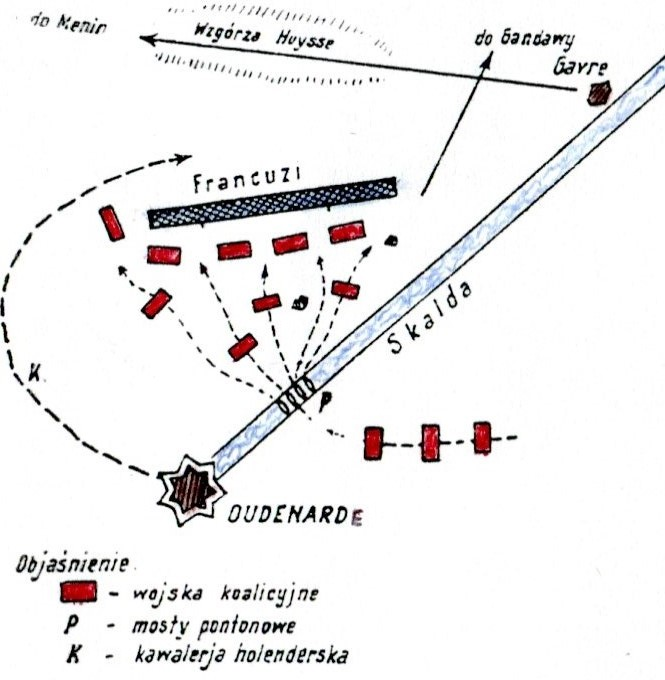
Działania w III fazie bitwy

Dysponując jeszcze całością wojsk holenderskich pod wodzą doświadczonego marszałka Hendrika Overkirka, Marlborough obmyślił plan podwójnego oskrzydlenia przeciwnika. Sprzyjało temu nadmierne rozciągnięcie frontu lewego skrzydła Francuzów, które w żaden sposób nie mogłoby wesprzeć spychanego silnym natarciem prawego. Wskutek załamania dotychczasowej przeprawy pontonowej Holendrzy nie byli jednak w stanie szybko wejść do walki, co zmusiło ich do wykorzystania mostów miejskich w Oudenaarde i opóźniło ich przybycie o godzinę. Marlborough mimo to rozwijał swe działania, celowo angażując w walce siły lewego skrzydła przeciwnika uderzeniem jazdy Eugeniusza Sabaudzkiego na kierunku stanowiska dowodzenia księcia Burgundzkiego. Szarżę kawalerii cesarskiej wprawdzie odparła elitarna kawaleria gwardii królewskiej (Maison du Roi), lecz spełniła ona swe taktyczne zadanie. Tymczasem sam Marlborough mógł jedynie powstrzymywać prawe skrzydło Francuzów batalionami hesko-hanowerskimi. Dopiero ok. godz. 20:30 wkraczające wreszcie na pole bitwy wojska Overkirka wyszły na prawą flankę francuską, co zbiegło się z podwójnym atakiem ze strony oddziałów Marlborougha i Eugeniusza Sabaudzkiego. Choć znacznie opóźniony (było już po zachodzie słońca), oskrzydlający manewr Holendrów okazał się rozstrzygający: większość wojsk francuskich została rozbita bądź wzięta do niewoli. Tylko zapadający zmierzch uratował ich pozostałe siły od całkowitego zniszczenia.
Walkę faktycznie przerwano jednak przed jej rozstrzygnięciem wobec ponownej niezgodności francuskich dowódców. Vendôme miał bowiem zamiar kontynuować bitwę następnego dnia, pozostając na miejscu; ks. Burgundzki sprzeciwiając się temu, nakazywał odwrót na Gandawę. 

## Podsumowanie

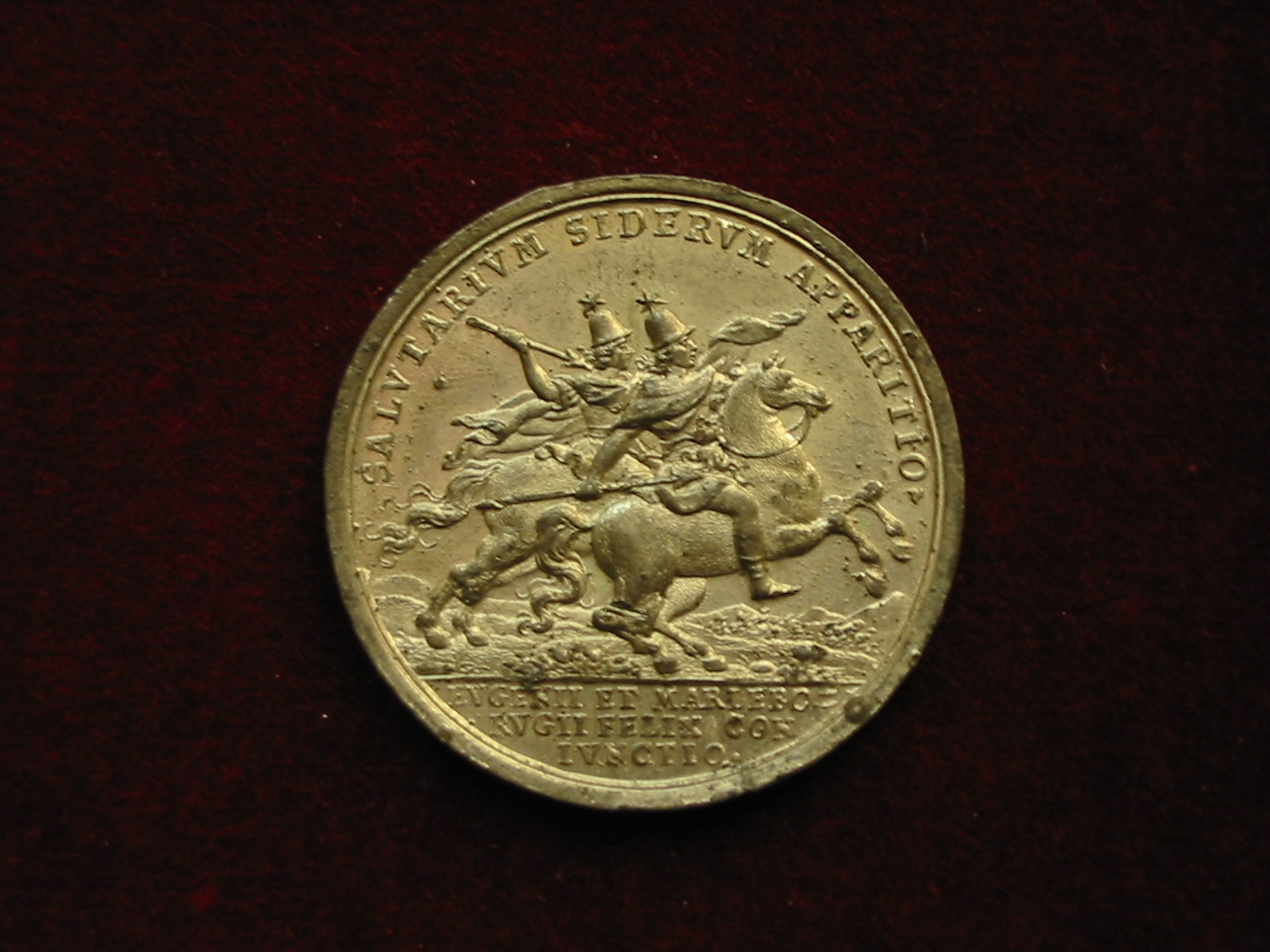
Zwycięscy wodzowie jako mityczni Dioskurowie (awers pamiątkowego medalu)

Pokonana armia francuska ostatecznie wycofała się do Gandawy. Z nieznanych przyczyn blisko połowa jej sił w ogóle nie uczestniczyła w bitwie, pozostając w rezerwie: ogromna część francuskiej kawalerii i piechoty na wzniesionym terenie nad rzeką Norken, które z łatwością mogłaby dokonać zniszczenia słabego prawego skrzydła aliantów. Wśród najbardziej fatalnych decyzji było właśnie pozostawienie tak licznej kawalerii w rezerwie wskutek przekonania, iż bagnisty teren nie nadaje się dla jej działań. Przy znakomicie nacierającym francuskim prawym skrzydle wiedzionym przez Vendôme'a, które zagrażało otoczeniem lewemu skrzydłu sprzymierzonych, wspierające uderzenie lewego skrzydła księcia Burgundzkiego w takiej konfiguracji przyniosłoby Francuzom efektowne zwycięstwo jeszcze przed wejściem na pole bitwy wojsk Overkirka.
W bitwie nie odegrała większej roli silna artyleria obydwu armii w sytuacji, gdy do boju wprowadzono po obu stronach nieliczne działa ze względu na nagłość ruchów wojsk, za którymi nie nadążały powolne armaty. 
Armia francuska straciła pod Oudenaarde około 15 000 ludzi (w tym ok. 8000 jeńców) oraz 25 dział, podczas gdy sprzymierzeni stracili w zabitych i rannych niespełna 3 tysiące (straty piechoty brytyjskiej wyniosły zaledwie 175 ludzi). W bitwie chwalebnie wyróżnił się przyszły król Jerzy II w szeregach hanowerskiej kawalerii generała Rantzaua.

### Skutki strategiczne
Zwycięstwo to otworzyło aliantom drogę na Francję, gdzie książę Eugeniusz  wkroczył na czele 75 tysięcy wojska, przenosząc działania na terytorium nieprzyjaciela. W dalszej perspektywie umożliwiło ono   oblężenie i zdobycie silnie umocnionego Lille, od końca lipca bronionego przez marszałka de Boufflers z 15 tys. ludzi, które skapitulowało 28 października. Po tym sukcesie obydwaj wodzowie skierowali się na Gandawę, którą zajęto 29 grudnia. Francuzi zmuszeni byli wycofać się z Flandrii i pogranicznego Hainaut. 
Ostatecznie operacje wojenne na tym froncie wojny o sukcesję hiszpańską zakończyła bitwa pod Malplaquet w 1709.